# 鳥山敬二郎

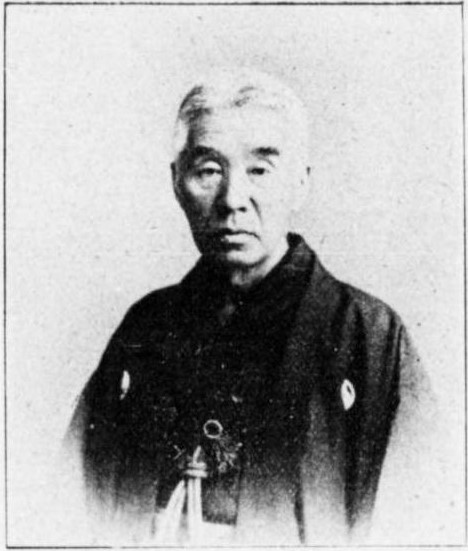
鳥山敬二郎

鳥山 敬二郎（とりやま けいじろう、1842年2月21日（天保13年1月12日） - 1926年（大正15年）1月21日）は、日本の政治家。衆議院議員（2期）。高岡市長。

## 経歴
富山県出身。私塾で学ぶ。加賀藩の義勇隊教授役となり、慶応年間には京都御所の警備に当たった。明治維新後は射水郡で貧民撫育生産所を開設し、その主管となる。学区取締兼副区長、戸長、高岡市参事会員となる。また、商業を営み、北陸銀行、北陸通船会社、越中風帆船会社各取締役、共同運輸会社副支配人、高岡米穀取引所理事長、高岡商業会議所会員を務めた。
1902年の第7回衆議院議員総選挙において高岡市選挙区から立憲政友会公認で立候補して初当選した。1903年の第8回衆議院議員総選挙は落選。1904年の第9回衆議院議員総選挙で復帰した。衆議院議員を2期務め、1908年の第10回衆議院議員総選挙は不出馬。
1913年に高岡市長に就任。市長を1921年まで務め、1926年に死去した。